# Amtsgericht Erfurt

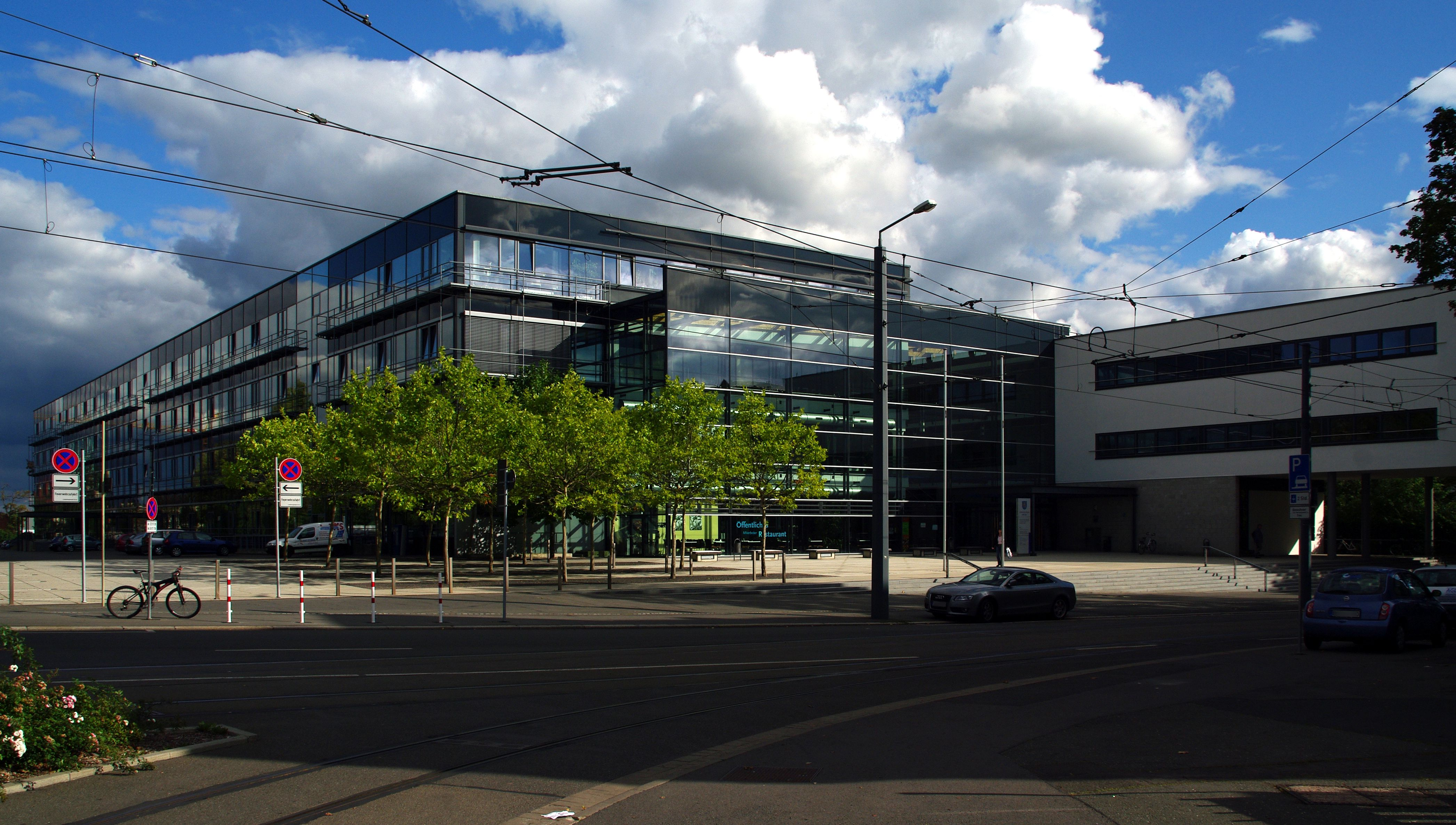
Justizzentrum Erfurt (2011)

Das Amtsgericht Erfurt ist ein Amtsgericht in Erfurt im Bereich des Landgerichtes Erfurt.

## Zuständigkeitsbereich
Das Amtsgericht Erfurt ist zuständig in allen Bereichen der ordentlichen Gerichtsbarkeit für das gesamte Gebiet der Landeshauptstadt Erfurt. Außerdem ist es für die Zwangsversteigerungs- und Zwangsverwaltungsverfahren aus dem Bezirk des Amtsgerichtes Sömmerda zuständig. Ferner ist es Insolvenzgericht für den gesamten Landgerichtsbezirk Erfurt.

## Gebäude
Das Amtsgericht Erfurt ist im Gebäude des Justizzentrums Erfurt untergebracht. Es wurde 1999–2001 errichtet und befindet sich in Erfurt in der Rudolfstr. 46. In demselben Gebäude befinden sich auch das Arbeitsgericht Erfurt, das Thüringer Landessozialgericht, das Thüringer Landesarbeitsgericht sowie die Staatsanwaltschaft Erfurt.